# Catatonie
:Acest articol se referă la sindromul catatonic al unor boli mintale. Pentru formația muzicală, vedeți articolul Catatonia (formație). 
Catatonia este un sindrom psihomotor, listat în Manualul de diagnostic și statistica al tulburarilor mintale (vedeți, Diagnostic and Statistical Manual of Mental Disorders), al mai multor boli mintale, printre care se pot menționa schizofrenia, tulburarea bipolară, depresia clinică și altele, caracterizat printr-o stare de fixare a corpului în anumite poziții, conduită stereotipă și stupoare mintală. 
Catatonia comportă similarități cu alte condiții mintale, printre care encephalitis lethargica și sindromul neuroleptic malign sunt cele mai notabile. Există mai multe tratamente relativ puse la punct pentru a o trata, și în funcție de caz, se pot folosi unul sau mai multe medicamente combinate, incluzând antipsihotice și benzodiazepine. 
Catatonia nu este o tulburare mintală, ci este un simptom al altor tulburari mintale, așa cum ar fi cele menționate anterior. Există un subtip de schizofrenie, denumit "schizofrenie catatonică," caracterizat de pierderea extremă a abilității motrice sau, total opus, o hiperactivitate motrică. Pacienții catatonici pot sta în poziții rigide ore întregi ignorând total în decursul stării catatonice orice fel de stimuli externi.

## Tipuri de catatonie
Stupoarea catatonică este o stare apatică, lipsită de mișcare, în care persoana nu reacționează la stimulii externi. Activitatea motrică este aproape inexistentă. Indivizii aflați în această stare nu au contact vizual aproape deloc sau deloc cu cei aflați în preajmă și/sau pot fi muți și rigizi. 
Excitarea catatonică este o stare de agitație constantă și de excitare motrică și nervoasă. Indivizii în această stare sunt extrem de activi, fiind numiți hiperactivi, chiar dacă activitatea lor este lipsită de logică și scop, fiind adesea agresivi și chiar violenți față de ei înșiși și față de ceilalți. 

## Tratament
Din moment ce catatonia este simptomul rezultant al unei dezordini profunde, tratamentul este orientat spre tratarea cauzei profunde. Există o varietate de medicamente ce pot fi utilizate pentru tratament, depinzând de tipul de catatonie. Tratamentul obișnuit constă în a începe cu o precripție de antipsihotice, ca tratament de bază (așa cum ar fi Risperdal și/sau Haloperidol), urmată de o ajustare conform evoluției. Benzodiazepanele sunt utilizate doar ocazional, spre exemplu în cazul excitării catatonice, dar niciodată în cazul stuporii catatonice. 